# Pelle, o Conquistador
Pelle erobreren (br/pt: Pelle, o Conquistador) é um filme dinamarquês e sueco de 1987, do gênero drama, dirigido por Bille August. O filme é uma adaptação de Bille August, Per Olov Enquist, Janus Billeskov Jansen, Max Lundgren e Bjarne Reuter do livro de Martin Andersen Nexø.
O filme consta da lista do The New York Times (E.U.A.) dos 100 melhores filmes de todos os tempos. Foi o segundo filme dinamarquês a receber o Oscar de melhor filme estrangeiro (em 1988); o anterior tinha sido A festa de Babette, um ano antes.

## Sinopse
O filme conta a história de imigrantes suecos na Dinamarca, tentando reconstruir suas vidas.

## Elenco
- Pelle Hvenegaard.... Pelle
- Max von Sydow.... Lassefar
- Erik Paaske.... Forvalter
- Björn Granath.... Erik
- Astrid Villaume.... Fru Kongstrup
- Axel Strøbye.... Kongstrup
- Troels Asmussen.... Rud
- Kristina Törnqvist.... Anna
- Karen Wegener.... Madam Olsen
- Sofie Gråbøl.... Jomfru Sine
- Lars Simonsen.... Niels Køller
- Buster Larsen.... Ole Køller

## Principais prêmios e indicações
Oscar 1989 (EUA)
- Venceu na categoria de melhor filme estrangeiro.
- Foi indicado também na categoria de melhor ator principal (Max von Sydow).

Festival de Cannes 1988 (França)
- Ganhou a Palma de Ouro (melhor filme).

BAFTA 1990 (Reino Unido)
- Indicado na categoria de melhor filme em língua estrangeira.

Globo de Ouro 1989 (EUA)
- Venceu na categoria de melhor filme estrangeiro.

Prêmio Bodil 1988 (Dinamarca)
- Venceu nas categorias de melhor ator (Max von Sydow), melhor filme, melhor ator coadjuvante (Björn Granath) e melhor atriz coadjuvante (Karen Wegener).